# 金山桥街道 (徐州市)
金山桥街道，是中华人民共和国江苏省徐州市鼓楼区下辖的一个街道，实属徐州经济技术开发区。

## 行政区划
金山桥街道下辖以下地区：
石桥社区、碧西社区、金苑社区、桃园社区、杨庄社区和陶楼社区。